# Limonia prudentia
Limonia prudentia är en tvåvingeart som beskrevs av Alexander 1935. Limonia prudentia ingår i släktet Limonia och familjen småharkrankar. Inga underarter finns listade i Catalogue of Life.